# Bukowo (województwo warmińsko-mazurskie)
Bukowo (niem. Buchau) – wieś w Polsce położona w województwie warmińsko-mazurskim, w powiecie bartoszyckim, w gminie Bartoszyce. W latach 1975–1998 miejscowość administracyjnie należała do województwa olsztyńskiego.
W 1889 roku Bukowo było folwarkiem, należącym do majątku ziemskiego w Osiece. 
Po 1945 r. Państwowy Urząd Ziemski planował zorganizowanie tu wzorowego państwowego gospodarstwa rolnego, ale folwark rozparcelowano. Dla upamiętnienia tego faktu osadnicy wznieśli drewniany krzyż, stojący przy drodze Bartoszyce - Lidzbark Warmiński. W 1978 r. we wsi było 11 indywidualnych gospodarstw rolnych, łącznie gospodarujących na 164 ha. W 1983 r. we wsi było 6 domów z 45 mieszkańcami.